# Ždírec (Havlíčkův Brod)
Ždírec é uma comuna checa localizada na região de Vysočina, distrito de Havlíčkův Brod.